# Райки (Бердичівський район)
Райки́ — село в Україні, у Швайківській сільській громаді Бердичівського району Житомирської області. Населення становить 907 осіб.

## Географія

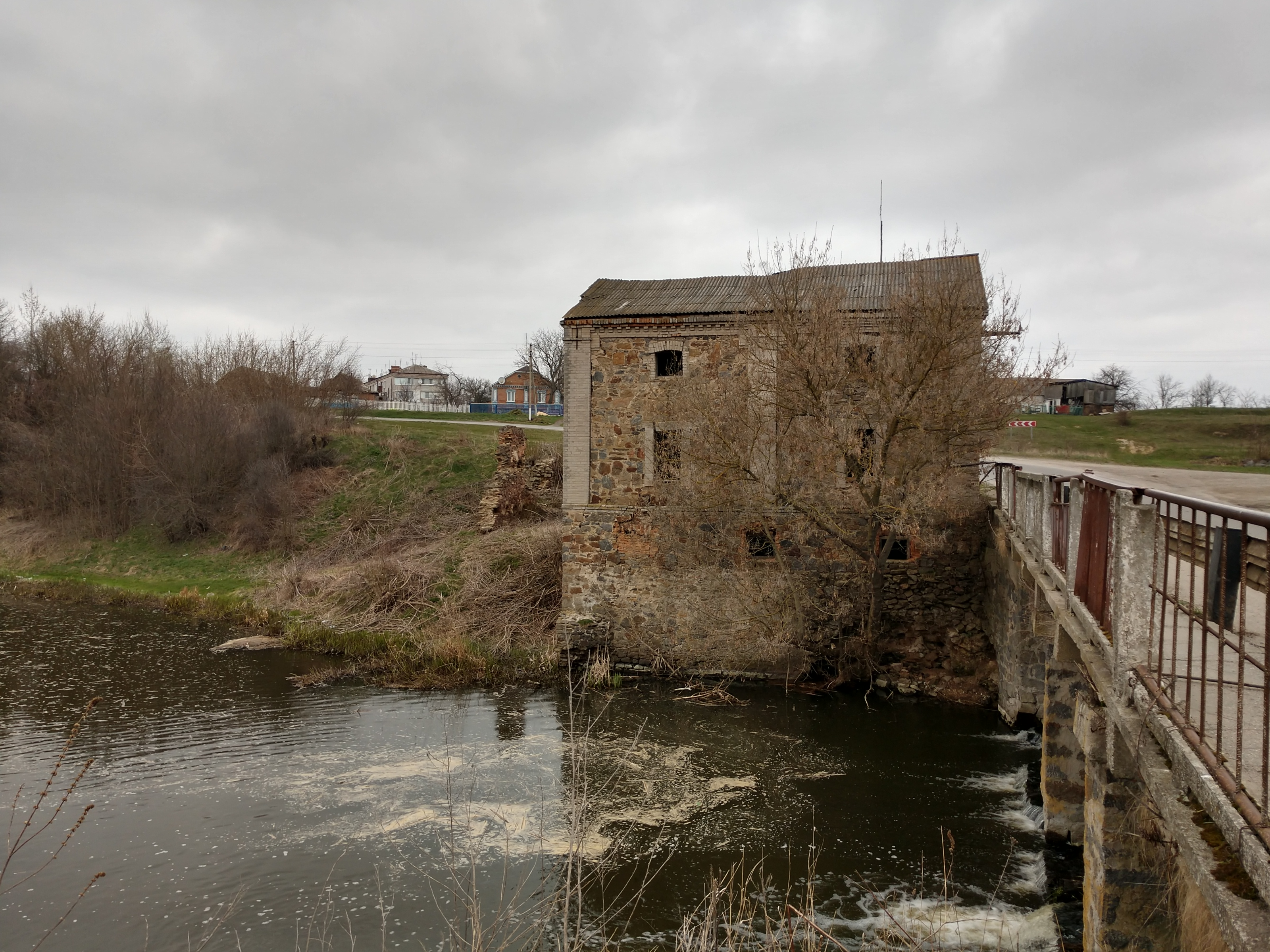
С. Райки водяний млин

У селі річка Гнилоп'ятка впадає у Гнилоп'ять.

## Історія
У 1932–1933 роках село постраждало від Голодомору. Тоді у Райках голодувало 40 сімей, смертних випадків — 21, серед яких 6 дітей. Приблизно половина голодуючих були колгоспниками.

## Населення
Згідно з переписом УРСР 1989 року чисельність наявного населення села становила 2717 осіб, з яких 1994 чоловіки та 723 жінки.
За переписом населення України 2001 року в селі мешкала 1241 особа.

### Мова
Розподіл населення за рідною мовою за даними перепису 2001 року:
| Мова       | Чисельність | Відсоток |
| ---------- | ----------- | -------- |
| українська | 1248        | 96,89%   |
| російська  | 39          | 3,03%    |
| вірменська | 1           | 0,08%    |
| Усього     | 1288        | 100%     |

## Культура

### Релігія
Свято-Троїцький храм, освячений 8 березня 2013 р. Никодимимом, Архієпископом Житомирським і Новоград-Волинським. Меценат Габріел Мкртчян — керівник місцевого сільськогосподарського підприємства. Настоятелем був протоієрей Вячеслав Губенко.[джерело?] 10 вересня 2023 року громада вирішила перейти з московського патріархату до Православної церкви України. Ініціатором зборів став голова Швайківської громади Габріел Мкртчян та ініціативна група жителів села: Леся Склярук, Галина Нагуш, Лариса Куц та Анна Лимарчук .

## Постаті
- Кузьменко Дмитро Павлович (1991—2020) — сержант Збройних сил України, учасник російсько-української війни.
- Міхал Сціпіо дель Кампо (1887-1984) — польський льотчик, «піонер» польської авіації, інженер-металург[8].